# 林步基
林步基（英語：Lin Pu-chi，1894年—1973年）中国圣公会著名牧师、福州三一学校校长、福建基督教教育董事会会长。

## 生平
林步基，1894年圣诞节出生于中国福州仓山居安里7号。他的家庭是福州较早的基督徒之一。他的父亲林叨安医生来自宁德二都，是密马可医生（Marcus Mackenzie）在福宁博济医院的学生，后来成为福州塔亭医院的第一位华人医生。
林步基1915年毕业于福州三一学校，1917年毕业于上海圣约翰大学，1918年赴美留学，就读费城圣公会神学院，1920年取得神学学士学位和宾夕法尼亚大学哲学硕士学位后应父母要求中断学业回国完婚。1921年，林步基迎娶福州海关官员倪文修次女、倪柝声的二姐倪闺贞（倪规箴）。
1927年，林步基出任圣公会福建教区的主教座堂苍霞洲基督堂的首任牧师。1928年，南京国民政府成立，规定校长必须由中国人担任，福州三一学校为向国民政府立案，英籍校长来必翰辞去职务，改由林步基出任第一任华人校长。1929年，三一中学爆发大规模的学潮，反对前校长来必翰认定两名学生有猥亵行为，将其开除，新任校长林步基采取镇压措施，将请愿学生全部开除，又请警察在校门口站岗。约300名学生走上街头，罢课示威游行，至城内教育厅及国民党省党部请愿，控诉来必翰为帝国主义分子，而林步基为帝国主义走狗，声势很大。最后福建省教育厅下令停办三一学校中学部。林步基改组三一中学，聘请从圣约翰大学、齐鲁大学等名校毕业的陈景磐、陈鹏远、余泽鸿、刘玉苍4人来任教。
林步基于1930年底离开福州，前往河南开封南关医院前街，于1930年-1932年，任圣公会豫中中学（今开封市第三中学）首任校长。此后定居上海，1942年-1943年任华童公学校长 
为应对1920年代的非基督教运动，林步基发表有《非基督运动与非基督教运动之比较》。1932年，林步基又发表《五年运动与苏俄五年计划的比较》。1935年编写《中华圣公会江苏教区九十年历史》。1941年，翻译龚斯德的《基督教与现代潮流》。
1949年春，林步基送两个上海圣约翰大学医学院毕业的儿子赴美继续读医，女儿和另一个儿子则留在国内。
1951年，林步基参加控诉运动，控诉朱友渔主教为美帝走狗、教会败类。
1973年，林步基在上海去世。

## 家庭
- 父亲林叨安
- 母亲詹爱美
- 妻子倪闺贞（倪规箴），倪柝声的二姐。上海地方教会女同工，1948年参加了第一期鼓岭训练。1956年1月29日，倪规箴和俞成华、唐守临、周行义、任钟祥、左弗如等未被逮捕的十几位男女同工，被关押在南阳路聚会所办公楼楼上隔离审查，要求交代倪柝声的问题[9]。倪规箴表示接受政府改造，承认自己以往“超政治”的严重错误，既得罪主，也得罪人民[10]。文革期间，倪规箴病重，仍被抬到门外弄堂里批斗[11]，1971年12月14日，倪规箴去世[2]。
- 女儿林茂芝
- 儿子林俊民
- 儿子林挺民
- 儿子林保民，费城Temple医院神经外科医生
  - 孙女Jennifer Lin, 美国费城问询报记者，著有《Shanghai faithful: betrayal and forgiveness in a Chinese Christian family》[2], 和《贝多芬在北京》[12]